# Tribunal Constitucional d'Eslovàquia
El Tribunal constitucional de la República s'Eslovàquia (en eslovac: Ústavný súd Slovenskej republiky) és un tribunal especial establert per la Constitució d'Eslovàquia. La seva seu és a Košice a Eslovàquia oriental.

## Jutges
Originàriament, el Tribunal tenia deu jutges nomenats per set anys pel President de la República, qui els selecciona des del doble nombre de candidats escollits pel Consell Nacional. Després d'una esmena constitucional de l'any 2001, el tribunal consta de tretze jutges designats per dotze anys, seleccionats com es feia anteriorment. Un candidat -elegible al Consell Nacional- per a jutge constitucional ha de ser d'almenys 40 anys, ser un graduat de la facultat de dret i haver exercit l'advocacia durant un mínim de 15 anys. Com és el cas dels membres del Consell Nacional, els jutges gaudeixen d'immunitat.

## Tasques
Els deures del Tribunal i els seus jutges estan regits per la Constitució -més precisament, el capítol set, primera part-. Decideix sobre la compatibilitat de les lleis, decrets  i els reglaments jurídics -lliurats per l'administració de l'estat, les administracions locals o resultant de tractats internacionals- amb la Constitució.
El Tribunal es pronuncia igualment sobre els litigis entre els òrgans de l'administració pública, llevat de si la llei necessita que aquests litigis siguin tractas per un altre cos de l'estat, les queixes contra les decisions jurídicament dels organismes d'Estat, les eleccions, els referèndums, etc.
El Tribunal constitucional és l'únic tribunal que pot dictar persecució contra el president de la República en exercici.